# Hernando Fernandez Colón

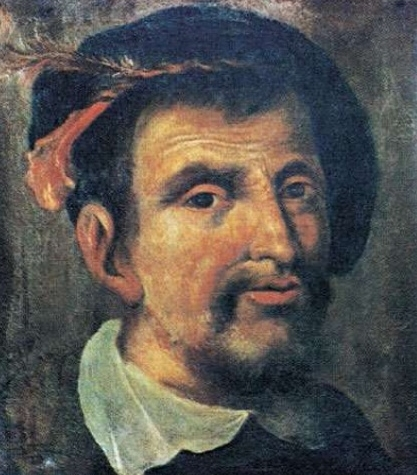
Hernando Fernandez Colón

Hernando lub Fernando Kolumb (ur. 15 sierpnia 1488 w Kordowie, zm. 12 lipca 1539 w Sewilli) – bibliofil hiszpański, biograf i syn Krzysztofa Kolumba.
Hernando był synem Krzysztofa Kolumba i jego kochanki Beatriz Enríquez de Arana. We wczesnych latach młodości wraz ze swoim przyrodnim bratem Diegiem Kolumbem był paziem na dworze królowej hiszpańskiej Izabeli I. 11 maja 1502 wziął udział w czwartej wyprawie swojego ojca do Ameryki, który żeglował wzdłuż brzegów Hondurasu, Nikaragui, Kostaryki i Panamy. Po roku powrócił do Hiszpanii, a następnie po uzyskaniu przez jego brata Diego ojcowskich tytułów i gubernatorstwa Hispanioli, udał się na wyspę Santo Domingo. Tam na zlecenie brata budował kościoły.
W Hiszpanii, król Karol V zatrudnił go w służbie dyplomatycznej oraz polecił mu zbieranie i skupywanie z całej Europy pamiętników i starodruków. Hernando zebrał liczne dzieła oraz materiały dotyczące ojca potrzebne do procesów brata z hiszpańską administracją i do oczyszczenia imienia Kolumba i przypomnienia jego zasług. Swoją bibliotekę nazwał pierwotnie Fernardiną a następnie Columbiną.
W 1538 roku napisał Dzieje żywota i znamienitych spraw Admirała don Krzysztofa Kolumba. Dzieło zostało wydane po włosku w 1571 roku w Wenecji. Polskie wydanie w przekładzie Alija Dunkanovica ukazało się w 1965 roku.